# Do It Again (Pia Mia)
Do It Again è un singolo della cantante statunitense Pia Mia, pubblicato il 4 maggio 2015.

## Descrizione
Do It Again, che è una canzone pop rap, vede la partecipazione del cantante statunitense Chris Brown e del rapper statunitense Tyga, e riprende il ritornello del brano reggae del 2011 Let's Do It Again del cantante J Boog. Originariamente previsto come singolo apripista del primo album in studio di Pia Mia, è stato registrato nel 2013.

## Video musicale
Il video, reso disponibile il 26 giugno 2015 e diretto da Colin Tilley, è stato girato il 3 giugno 2015 a Malibù. La clip si apre con il fragore assordante dei sintetizzatori che si dipana su una costiera ventosa sulla quale si staglia Tyga che pronuncia le sue battute sulla vetta di una collina che fronteggia il mare.

## Tracce
Testi e musiche di Pia Mia, Jerry Afemata, Marc Griffin, Michael Ray Nguyen-Stevenson e Nicholas Balding.
1. Do It Again (feat. Chris Brown & Tyga) – 3:27

## Formazione
- Pia Mia – voce
- Chris Brown – voce aggiuntiva
- Tyga – voce aggiuntiva
- Nic Nac – produzione

## Classifiche

### Classifiche settimanali
| Classifica (2015) | Posizione massima |
| ----------------- | ----------------- |
| Australia         | 5                 |
| Belgio (Fiandre)  | 114               |
| Belgio (Vallonia) | 89                |
| Canada            | 70                |
| Danimarca         | 38                |
| Irlanda           | 52                |
| Nuova Zelanda     | 10                |
| Regno Unito       | 8                 |
| Repubblica Ceca   | 74                |
| Slovacchia        | 69                |
| Stati Uniti       | 71                |
| Svezia            | 70                |

### Classifiche di fine anno
| Classifica (2015) | Posizione |
| ----------------- | --------- |
| Australia         | 53        |
| Regno Unito       | 60        |